# Mostbröckli
L'Appenzeller Mostbröckli è una specialità di carne della Svizzera con certificazione IGP. Si tratta di un pezzo di carne di cavallo o bovino stagionato, che viene essiccato dopo l'affumicatura e la salatura. Viene venduto intero o a fette, ma viene servito e consumato solo freddo in fette sottilissime.

## Origine e delimitazione
Il Mostbröckli viene prodotto nei due cantoni di Appenzello Esterno e Appenzello Interno nonché in zone di confine del Canton San Gallo a nord. L'Alpstein costituisce il confine naturale della zona di produzione. A differenza del Bündnerfleisch e della carne secca vallesana, il Mostbröckli è sottoposto a affumicatura per diverse ore prima dell'essiccazione, il che gli conferisce il tipico gusto affumicato. In Svizzera per la produzione si utilizza anche la carne di cavallo, ma è sempre etichettata come tale.

## Storia

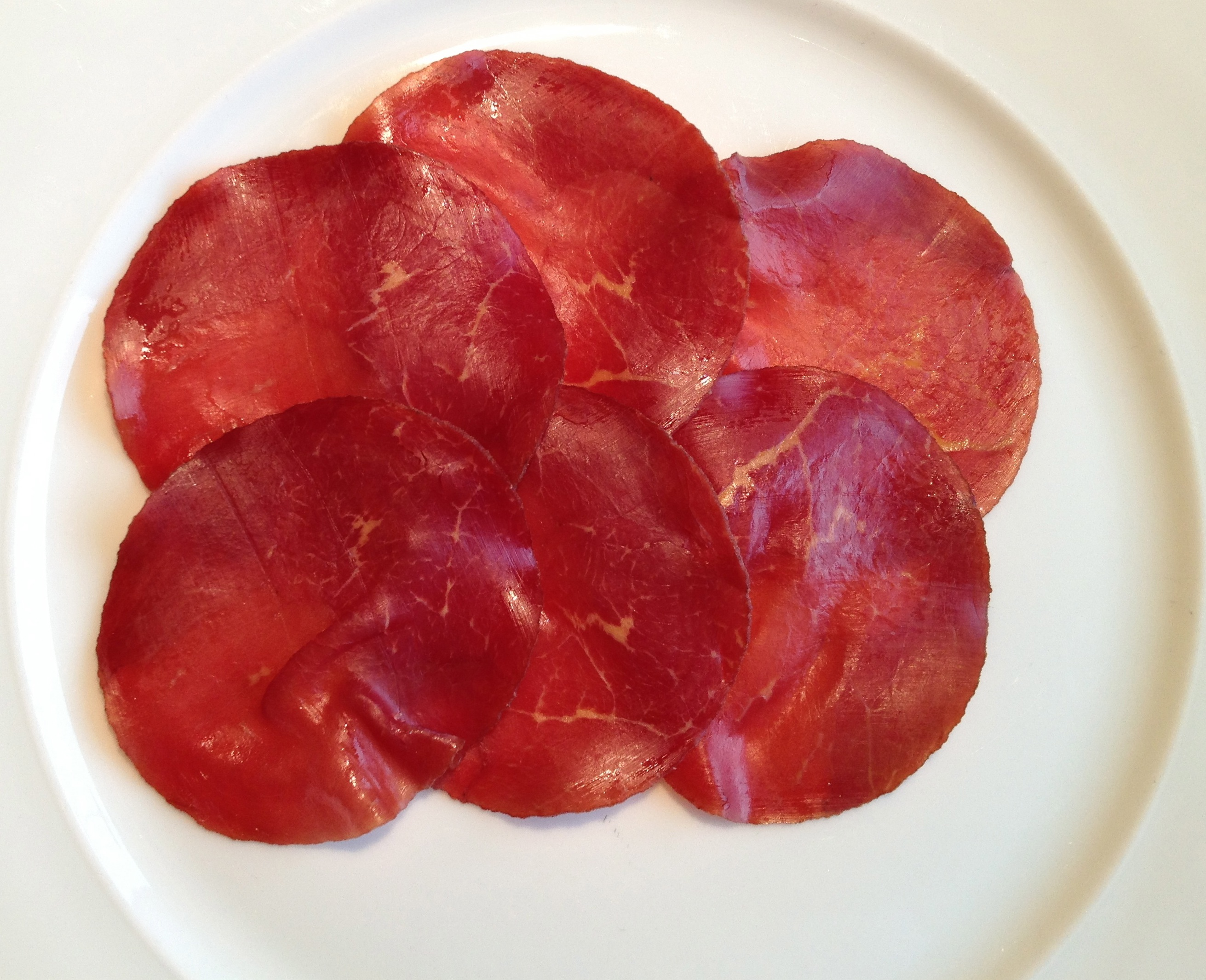
Piatto di Mostbröckli a fette

La menzione più antica del Mostbröckli si trova nello Schweizerisches Idiotikon del 1905, un dizionario di svizzero-tedesco. Lì si legge che il Mostbröckli è “Un delizioso pezzo di manzo, che viene servito come squisiti bocconcini essiccati e con mosto”.
Il Mostbröckli proviene originariamente dall'Appenzello, nella Svizzera orientale, e veniva aromatizzato con mosto di mele acido (succo di mela fermentato) o gustato con esso. Il nome Mostbröckli è dovuto quindi al fatto che il Mostbröckli viene solitamente consumato insieme a un bicchiere di mosto. Un'altra spiegazione riguarda il tipo di carne utilizzata: poiché in passato non si utilizzava sempre la carne di manzo più tenera, durante la salatura vi si aggiungeva del mosto. Infatti, l'acidità del succo di mela ammorbidiva la carne, inibendo anche la diffusione dei batteri.
Il motivo per cui il Mostbröckli era considerato un sostituto della carne di maiale ha ragioni storiche: nel XIX secolo i contadini dell'Appenzello erano principalmente attivi nel settore lattiero-caseario. Nel 1876 un censimento del bestiame contava 8 000 capi di bestiame e 4 000 capre, ma solo 3 500 maiali. All'epoca i maiali erano molto costosi perché mangiavano lo stesso cibo degli esseri umani. Solo con la successiva introduzione dei caseifici e del conseguente siero di latte fu trovato un mangime economico per i maiali. Ai tempi però la carne di maiale era come oggi molto apprezzata, in modo particolare quella affumicata. Risultò ovvio quindi affinare i migliori tagli di manzo in modo che sapessero di maiale affumicato.
Nella prima metà del XX secolo il Mostbröckli veniva generalmente prodotto in pezzi di circa 150 grammi, mentre nella produzione odierna si arriva a pezzi di 1200 grammi. Questo perché, in assenza della possibilità di conservare il prodotto sottovuoto, dopo alcuni giorni il Mostbröckli diventa molto duro.
L'Appenzeller Mostbröckli è stato aggiunto all'elenco dei prodotti svizzeri con origine geografica protetta dall'Ufficio federale dell'agricoltura il 25 gennaio 2018. Da allora può fregiarsi del marchio IGP se i suoi produttori soddisfano i requisiti del disciplinare.

## Preparazione
Per il Mostbröckli si utilizzano tagli di magatello, anca, noce, lombata o scamone, privi di grasso e tendini. Per la salmistratura si utilizzano sale, zucchero, pepe, alloro, ginepro e aglio. In alcuni casi si utilizzano anche vino, mosto, zenzero o pimento. Oggi nella produzione di Mostbröckli vengono utilizzati conservanti (nitriti o nitrati) e antiossidanti (acido ascorbico o ascorbato di sodio), e in alcuni casi esaltatori di sapidità (glutammato monosodico), fermenti (Lactobacillus, Staphylococcus alimentari, Micrococcus), e sorbato di potassio come conservante.
La salmistratura richiede da una a cinque settimane. Prima o dopo la salatura la carne viene fasciata in una rete o calza, poi i pezzi di carne salmistrati vengono appesi e possono venire trattati con sorbato di potassio per evitare la formazione di muffe. Successivamente vengono riposti in un luogo fresco fino a cinque giorni. Infine la carne viene essiccata con un processo di affumicatura a freddo, con temperature massime di 40 °C e utilizzando legno non trattato. L'essiccazione dura circa tre settimane e il prodotto perde all'incirca tra il 30% e il 45% del suo peso.
| Criterio                     | Valore  |
| ---------------------------- | ------- |
| Rapporto acqua-proteine (Q2) | ≤ 2,00  |
| Proteine                     | 26%–39% |
| Grassi                       | < 5%    |
| Carboidrati                  | ≤ 2,00  |
| Acqua                        | 48%–66% |

## Produzione e consumo
Il Mostbröckli viene prodotto tutto l'anno: nel 2005 le 20 macellerie artigianali appenzellesi ne produssero circa 21 tonnellate, mentre le aziende industriali ne produssero 400 tonnellate. Assieme all'Appenzeller Pantli e all'Appenzeller Siedwurst rappresenta una componente importante del fatturato delle macellerie situate nelle zone turistiche.
Il Mostbröckli viene venduto principalmente in tutta la Svizzera e in alcune parti della Germania e dell'Austria. Consumato solitamente crudo come antipasto accompagnato con pane, viene utilizzato anche nella preparazione dei seguenti piatti caldi:
- Appenzeller Filet, un filetto con ripieno di verdure e fette sottili di Mostbröckli.
- Appenzeller Fleischvogel, in cui il Mostbröckli sostituisce la pancetta.
- Cordon bleu appenzellese, tranci di Mostbröckli con formaggio Appenzeller.

## Utilizzo della carne di cane
Alla fine del XX secolo in molte fattorie dell'Appenzello era ancora pratica comune affumicare la carne di cane e trasformarla in Mostbröckli. Tuttavia, il cambiamento delle abitudini alimentari ha poi portato a un calo dell'uso della carne di cane. Inoltre, secondo l'ordinanza del Dipartimento federale dell'interno del 23 novembre 2005 sugli alimenti di origine animale (Art. 2) è vietato l'uso commerciale della carne di cane. Tuttavia, è ammesso l'utilizzo e il consumo consumarli per uso personale purché non vi sia violazione della legislazione sul benessere degli animali. Inoltre, in Appenzello vi sono allevatori che non vogliono fare a meno della produzione di Mostbröckli con carne di cane.